# Bob Sternfels
Robert Sternfels là một doanh nhân người Mỹ, hiện là giám đốc điều hành toàn cầu của McKinsey & Company kể từ tháng 7 năm 2021.

## Đời tư và học vấn
Ông sinh ra và lớn lên tại thành phố Lodi, tiểu bang California. Sau khi theo học chuyên ngành kinh tế và lịch sử tại Đại học Stanford, ông được trao giải Học giả Rhodes và tiếp tục học thêm tại Đại học Oxford. Ban đầu Sternfels có ý định học luật quốc tế nhưng cuối cùng ông đã chọn học triết học, chính trị và kinh tế.

## Sự nghiệp
Sternfels gia nhập McKinsey sau khi tốt nghiệp Đại học Oxford năm 1994. Tại thời điểm được bầu vào vị trí giám đốc điều hành vào năm 2021, ông làm việc tại văn phòng San Francisco của công ty và lãnh đạo mảng hoạt động phân tích cao cấp của McKinsey. Trước đó, ông đã lãnh đạo hoạt động kinh doanh của McKinsey tại Hoa Kỳ và mạng kinh doanh cổ phần tư nhân trên toàn cầu.
Ông là thành viên hội đồng quản trị của QuestBridge, thành viên ban cố vấn của USA Water Polo và là uỷ viên hội đổng quản thác của Quỹ Rhodes. Ông cũng từng là thủ quỹ của tạp chí American Oxonian.